# 高綱公子
高綱 公子（たかつな きみこ）は切り絵作家。愛知県在住。日本きりえ協会員。

## 経歴
1985年切り絵を始める。1986年日本きりえ協会入会。愛知県きりえ協会入会。以後毎年切り絵展に出品している。作品は猫をモチーフとしたものが多い。